# Wiesen und Teich an der Quohrener Straße

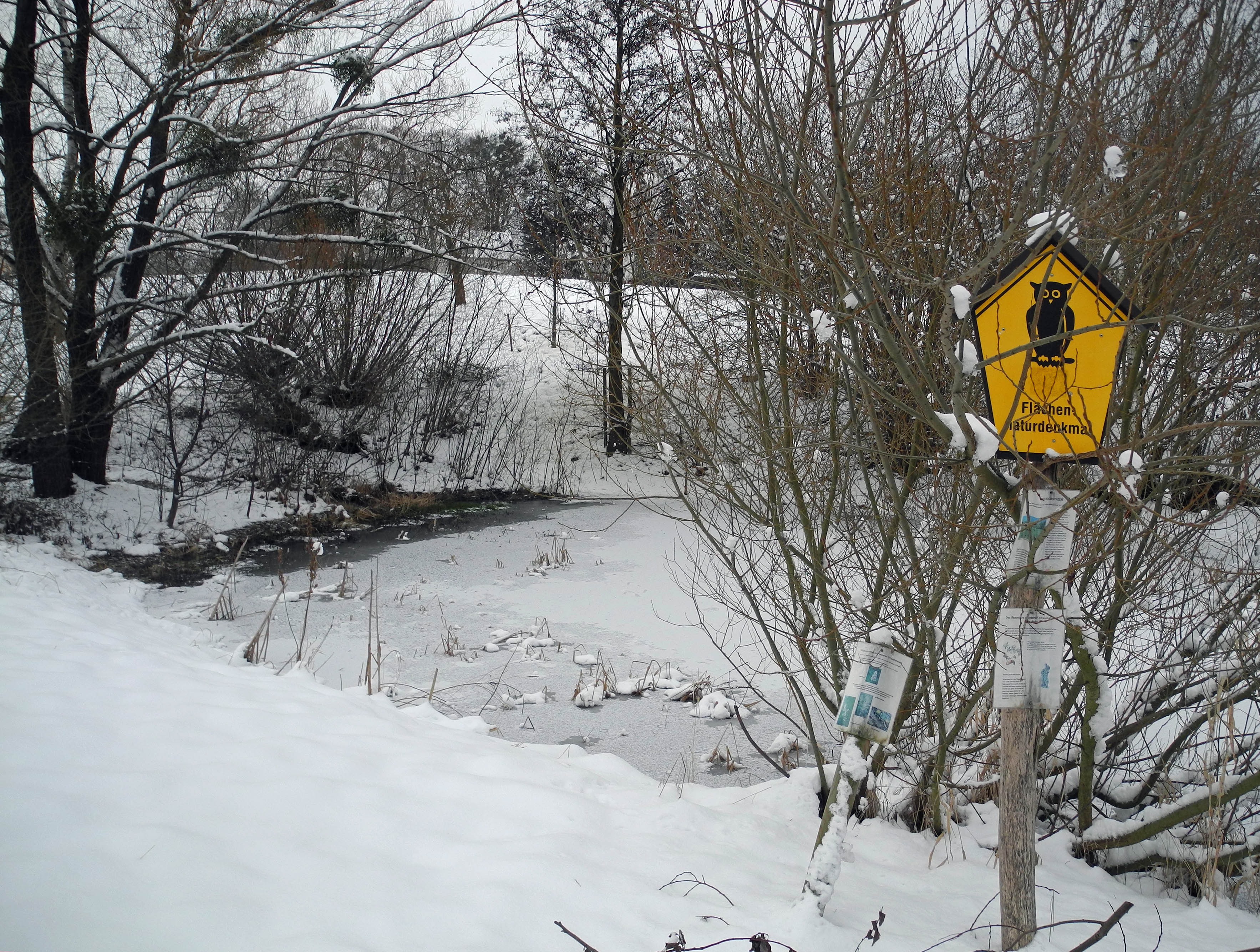
Überfrorener Quohrener Dorfteich im Winter 2021

Wiesen und Teich an der Quohrener Straße bilden ein Flächennaturdenkmal (ND 49) im Stadtteil Bühlau der sächsischen Landeshauptstadt Dresden.

## Geografie
Das 1,6 Hektar große Naturdenkmal befindet sich, etwa 300 Meter von der St.-Michaels-Kirche entfernt, in Form eines länglichen Streifens südwestlich an der Quohrener Straße, die an der Stelle nur an der anderen Straßenseite bebaut ist. Am nördlichen Rand innerhalb des Gebiets befindet sich der namensgebende Quohrener Dorfteich mit einer Fläche von 383 Quadratmetern. Etwa 100 Meter südwestlich von ihm befindet sich außerhalb des Schutzgebiets der 336 Quadratmeter große Stallteich, der vom rund 110 Meter langen Stallteichgraben entwässert wird. Im Schutzgebiet tritt der abschnittsweise verrohrte Quohrener Abzugsgraben wieder an die Oberfläche und durchfließt den Dorfteich. Wenige Meter nachdem er das Schutzgebiet verlassen hat, nimmt er den Stallteichgraben auf.

## Schutzgegenstand

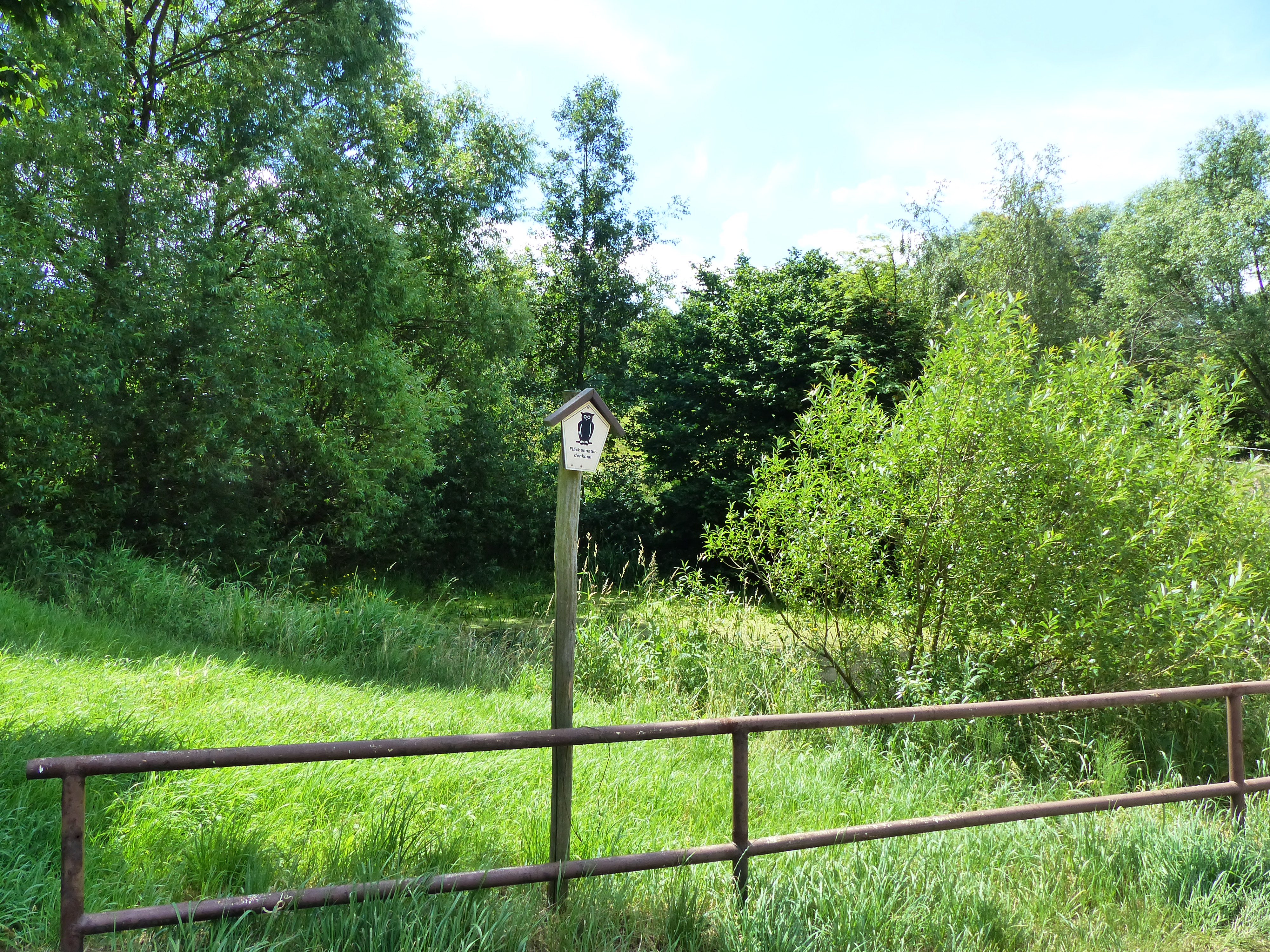
Artenvielfalt des Flächennaturdenkmals

In der Verordnung der Landeshauptstadt Dresden über das Flächennaturdenkmal „Wiesen und Teich an der Quohrener Straße“ vom 9. Mai 1996 werden „Schutz und Pflege eines artenreichen Lebensraumes aus Streuobstwiese, Kleingewässer, magerer Frischwiese und Trockenhang“ hervorgehoben. Weiterer Schwutzzweck ist die „Erhaltung einer Freifläche im besiedelten Bereich als Voraussetzung für die Leistungsfähigkeit des Naturhaushaltes“.
Die Wiesenflächen, zum Teil mit Obstbäumen bestanden, sind mit ihren wechselfeuchten, frischen und trockenen Bereichen Lebensraum für mehr als 80 Pflanzenarten. Der Teich ist Laichgewässer für Amphibien wie Teichmolche und Erdkröten.